# فرد مارتينيلي
فرد مارتينيلي (بالإنجليزية: Fred Martinelli)‏ هو مدير فني أمريكي، ولد في 15 فبراير 1929 في كولومبوس في الولايات المتحدة.